# タレント2
タレント2 (Bombardier Talent 2) は2008年のイノトランスで発表された、ボンバルディアが独自に開発した標準型電車である。
UIC規格に準拠した標準軌仕様の連接式車両で、複数の編成を連結することも考慮された仕様になっている。また車体傾斜装置を採用したことにより車体が丸みを帯びた形状になっているのも特徴である。

## 概要
2008年に設定された欧州の鉄道設計規格であるEN 15227を採用したため、前面形状はタルボット社が手掛けたタレントから大きく変わり、Hamsterbacke(ハムスターの頬袋)とも称される独特の形に改められている。ドイツの鉄道車両形式番号は442形、1442形、2442形、3442形、8442形、9442形と登録されている。
ドイツ鉄道で2011年から運行を開始し、以降はドイツ各地の私鉄にも導入されている。
2017年中期製造社は、2016年後継モデルの「タレント3」が既に発表されたため、タレント2の注文はそれ以上受け入れないと宣言した。最後の電車はアベリオ鉄道のバーデン＝ヴュルテンベルク法人に供給される予定である。
製造社はヨーロッパでありふれた四つの鉄道電気システムに会う車両を供給するが、現在まではドイツ・オーストリアでありふれた電圧15,000 V・周波数16.7 Hz向けの車両のみ注文された。

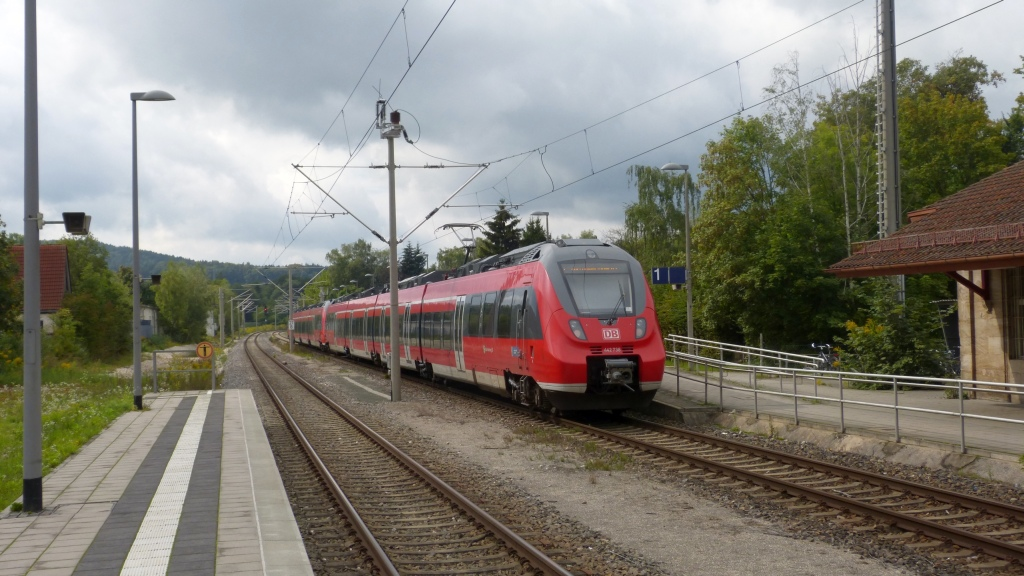
ドイツ鉄道442.2形電車
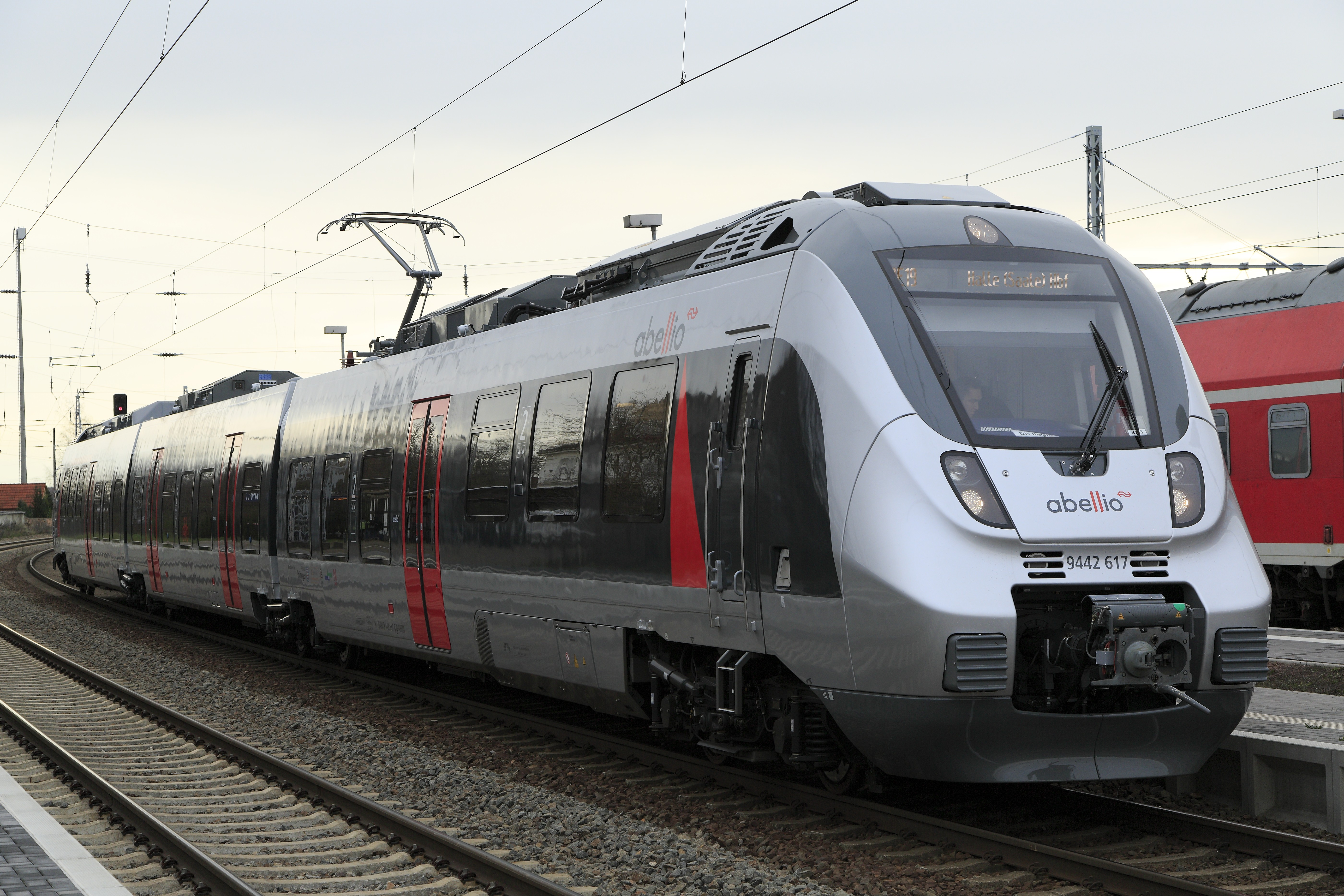
Abellio9442.1形電車
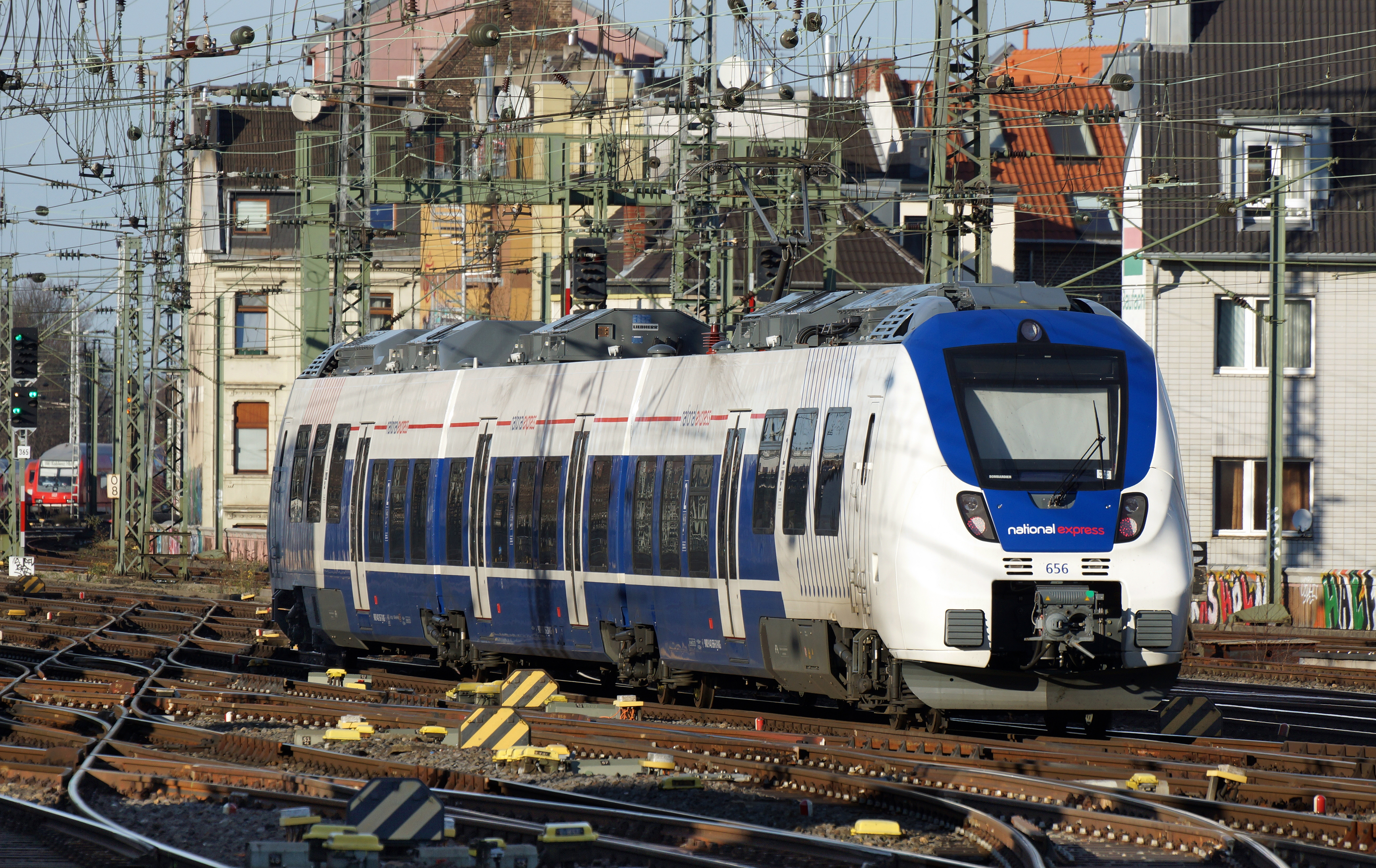
National Express 9442.1形電車
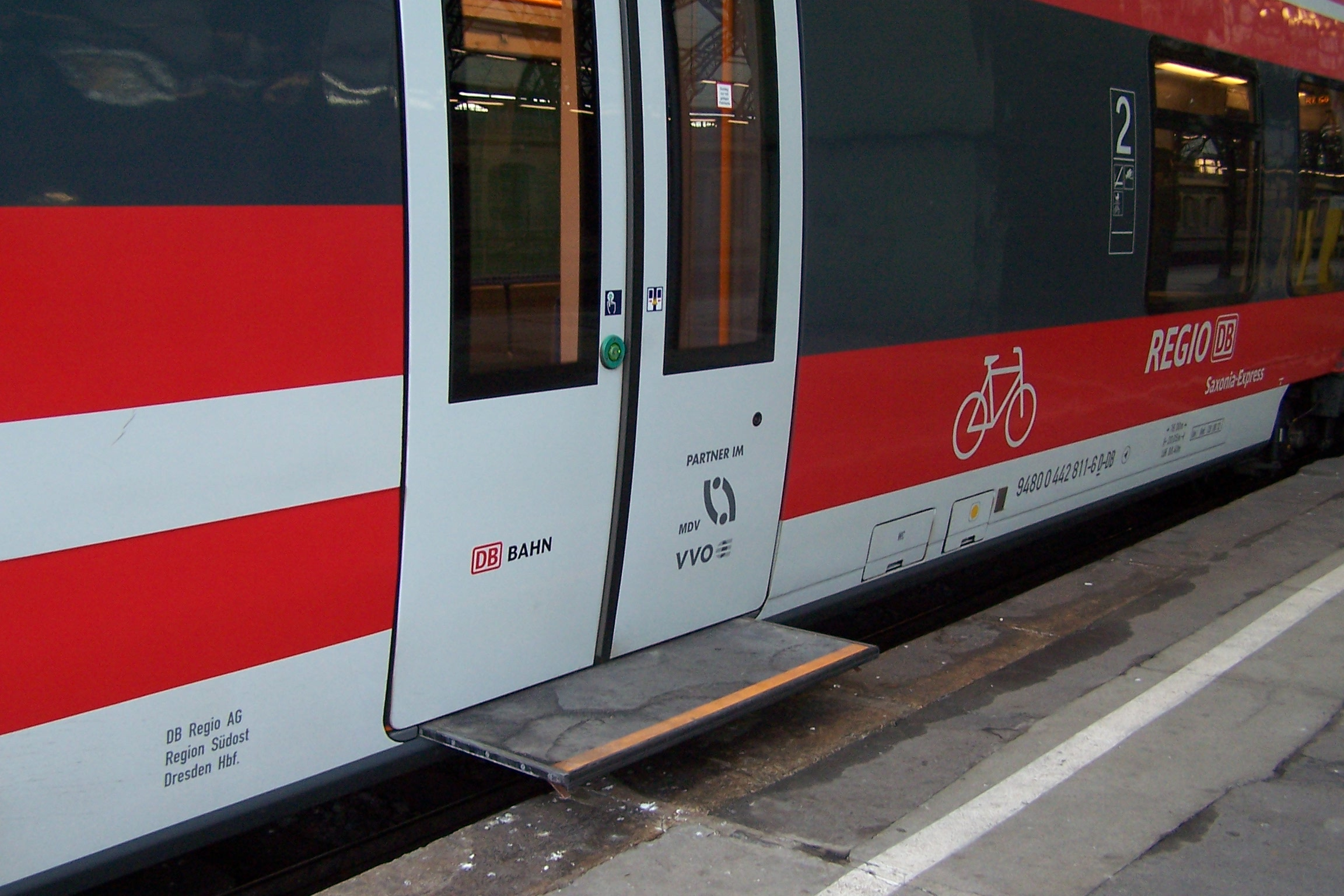
タレント2の電動式踏み板(Schiebetritt)

## 技術的特徴

### 車体
タレント2は国際鉄道連合の規格に従って製造される標準軌用の鉄道車両で、2～6両の連接客車で構成される。連接部は客車間通路として下の連接台車と共に装着されている。最大4編成の車両が連結できるが、全体の長さは315 mに制限されている。
車両の側壁は6mの曲率半径で上下に丸みを帯びた形状である。
全ての客車には出入門が側面につき一つ或いは二つ配置されている。ドイツ鉄道の場合、Sバーン車両には中間客車に片面に二つの出入門があり、快速列車の車両には一つしかいない。全機種の先頭車では一つの出入口があり、そこで先頭車の高い床面 (Hochflurbereich) が通じている。
車体は軽量化された鋼材料で製造されるが、一方運転室の部分はガラス繊維で強化され、交換できる材料で覆われている。運転台の周辺には変形に安全なフレイムが装着されて、衝撃保護用構成部分がそこに着けている。
タレント2の用途はSバーン列車から快速列車 (RE) まで様々で、車両は注文会社の要求事項によって制作される。その場合客車の長さ、扉の数量、床の高さ、客車内部の座席、トイレ及び案内板の配置などを鉄道会社が決めるのが可能である。電動式踏み板 (Schiebetritt) は全ての扉に装着されており、車体と乗降場の間に橋の役割を果たす。

### 駆動装置と電気装置
制御装置は、ボンバルディア製「MITRAC 1000」シリーズのIGBT-VVVFインバータ制御で、屋根上に設置されている。
主電動機はシュコダ・エレクトリック製で、強制通風式である。連続定格出力は380kW、1時間定格出力は505kWに至る。重量分布の改善のため、二つの違う変圧器が装着されている。4巻線、1712kW出力の変圧器は2・3編成車両で装着され、4・5編成の場合、2巻線、856kW出力の変圧器が二番目の先頭車に追加設置されている。6編成車両には二つの大きい変圧器が装着され、主電動機の最大出力は4040kWで設定されている。
高い床面の下には変圧器と蓄電池が設置されている。

### 車内
車体の数と設備に関して、座席は110～340席で備えられている。座席の形態として横座席・固定式クロスシート・折り畳み座席なが混じり合う。しかし多すぎるゴミ箱は窓側に設置され、乗客の安楽さが制限される。
先頭車の運転室には床が高くて、出入口の高さは600或いは800 ｍｍである。中間床の段差のため、出入口の床面は斜面で連結されている。

## 形式と運用現況

### ドイツ鉄道
| 運用会社                            | 投入路線                                                                                        | 投入時期   | 編成の種類                                                                    | 合計 |
| ----------------------------------- | ----------------------------------------------------------------------------------------------- | ---------- | ----------------------------------------------------------------------------- | ---- |
| DBレギオ西南                        | コブレンツ - トリアー線                                                                         | 2011年12月 | 2編成; 5本 (442 001〜005) 4編成; 8本 (442 200〜208、201なし)                  | 13本 |
| DBレギオ東北                        | ライプツィヒ - コトブス間 (RE10)                                                                | 2012年12月 | 2編成; 3本 (442 006〜008) 4編成; 3本 (442 209〜211)                           | 6本  |
| DBレギオフランケン                  | ニュルンベルクSバーン S1、S3、S4                                                                | 2011年11月 | 4編成; 42本 (442 217〜253、 264〜268)                                         | 42本 |
| DBレギオNRW                         | ライン＝ジーク急行 (RE9)：アーヘン - ジーゲン                                                   | 2012年6月  | 3編成; 3本 (442 101〜103) 4編成; 8本 (442 254〜261) 5編成; 2本 (442 301〜302) | 13本 |
| DBレギオフランケン                  | フランケン＝トュリンゲン急行                                                                    | 2012年9月  | 3編成; 5本 (442 104〜108) 4編成; 9本 (442 269〜277) 5編成; 8本 (442 303〜310) | 22本 |
| DBレギオ中部                        | 中部ヘッセン急行 RB40・RB41：フランクフルト - トライザ/ディレンブルク RB49：ハーナウ - ギーセン | 2013年3月  | 3編成; 6本 (442 109〜114) 4編成; 16本 (442 262、263、278〜293)                | 22本 |
| DBレギオ東西                        | ライプツィヒ - ドレスデン間 (RE50)：ライプツィヒ - ドレスデン                                   | 2012年9月  | 3編成; 4本 (442 115〜118) 5編成; 4本 (442 311〜314)                           | 8本  |
| DBレギオ東北                        | ベルリン＝ブランデンブルク運輸連合                                                              | 2012年5月  | 3編成; 26本 (442 119〜144) 5編成; 22本 (442 315〜336)                         | 48本 |
| DBレギオフ東北                      | ロストックSバーンS1、S2、S3、RB17、RB18                                                         | 2013年10月 | 5編成; 23本 (442 337〜359)                                                    | 3本  |
| DBレギオ東北                        | エルベ・エルスター (RE15、RE18、RB31、RB49)                                                     | 2013年7月  | 3編成; 8本 (442 145〜152)                                                     | 8本  |
| DBレギオバイエルン                  | ミュンヘン - インスブルック間                                                                   | 2013年8月  | 2編成; 3本 (442 009〜011) 4編成; 34本 (2442 200〜233)                         | 37本 |
| DBレギオ東西                        | 中部ドイツSバーン1 S1、S2、S3、S4、S5、S5X                                                      | 2013年8月  | 3編成; 36本 (1442 100〜135) 4編成; 15本 (1442 200〜214)                       | 51本 |
| DBレギオ東西                        | 中部ドイツSバーン2 S2、RE13、RE14、RB42、RB51、RB75、RB80、RB81                                 | 2016年8月  | 3編成; 19本 (1442 160〜178) 5編成; 10本 (1442 301〜310)                       | 29本 |
| DBレギオ バーデン＝ヴュルテンベルク | ゴイ線 ムル線                                                                                   | 2017年12月 | 4編成; 16本 (3442 200〜215)                                                   | 16本 |

### 南西ドイツ交通株式会社 (Südwestdeutsche Verkehrs-Aktiengesellschaft、SWEG)
2013年9月、2本の3編成車両がバーデン＝ヴュルテンベルク州のミュンスター谷線に投入された。形式承認の問題のため運転開始は予定より3ヶ月遅くなった。3ヶ月の間にはODEG所属のレギオシャットル1がこの路線で運行された。車両内部には運行情報のスクリーンが設置されている。
- SWEG：バート・クロツィンゲン - ミュンスタータール

### アベリオ鉄道 (Abellio Rail)
オランダ鉄道の子会社のアベリオ鉄道の中部ドイツ法人は2012年12月20本の3編成車両と15本の5編成車両を注文した。2015年12月から実際の運行が始まった。車両内部には多用途空間とラウンジ空間があり、運行情報のスクリーンが設置されている。Talent 2はRE9、RE16、RE17、RE19、RB59、RE15、RB20、RB51、RB75の路線に投入されている。
- RE9：ハレ (ザーレ) - カッセル
- RE15：イェナー - ザールフェルト
- RE16：ハレ (ザーレ) - エアフルト
- RE17：ナウムブルク - エアフルト
- RE19：ハレ (ザーレ) - ライネフェルデ
- RB20：ライプツィヒ - アイゼナッハ
- RB25：ハレ (ザーレ) - ザールフェルト
- RB51：ノルトハウゼン - ハイルバート・ヘイリゲンシュタット
- RB59：エアフルト - ザンガーハウゼン
- RB75：ハレ (ザーレ) - ルターシュタット・アイスレーベン
- かつての系統：SE15、RE18、RB24[6]

### ナショナル・エクスプレス
2015年12月から私設鉄道のナショナル・エクスプレス社はノルトライン＝ヴェストファーレン州でRE7とRB48路線を運営している。その路線で10本の3編成車両と25本の5編成車両が運行されている。車両内部には多目的空間がある。
- RE7：ライネ - クレーフェルト
- RB48：ヴッパタール - ボン